# Ehringen (Wallerstein)
Das Kirchdorf Ehringen ist ein Gemeindeteil des Marktes Wallerstein im Landkreis Donau-Ries (Regierungsbezirk Schwaben, Bayern).

## Geschichte
Die erste urkundliche Nennung Ehringens datiert aus dem Jahre 1140 im Zusammenhang mit dem damals im Ort ansässigen Rittergeschlecht der Herren von Ehringen, die später Erbschenken der Grafen von Oettingen wurden. Ende des 13. Jahrhunderts zogen sie auf die Burg Stein bei Bopfingen, nach der sie sich später „Schenken von Schenkenstein“ nannten.
Um 1300 erwarb das Kloster Kirchheim durch drei Ankäufe den größten Grundbesitz im Ort einschließlich der Dorfherrschaft. Weitere Grundherren am Ort waren u. a. das Kloster Kaisheim, Stipendiatenpflege und Spital Nördlingen sowie das Kloster Heilsbronn (bzw. nach dessen Auflösung die Markgrafen von Ansbach).
Mit der Säkularisation fielen 1803 die kirchheimischen Anwesen und die Dorfherrschaft über Ehringen an die Fürsten von Oettingen-Wallerstein. Seitdem das Fürstentum Oettingen-Wallerstein seinerseits 1806 mediatisiert wurde, gehört Ehringen zu Bayern.
Zum 1. Januar 1972 wurde Ehringen nach Wallerstein eingemeindet. Die ehemals selbstständige Gemeinde Ehringen führte ein Wappen. Im Jahre 1988 zählte Ehringen 375 Einwohner.

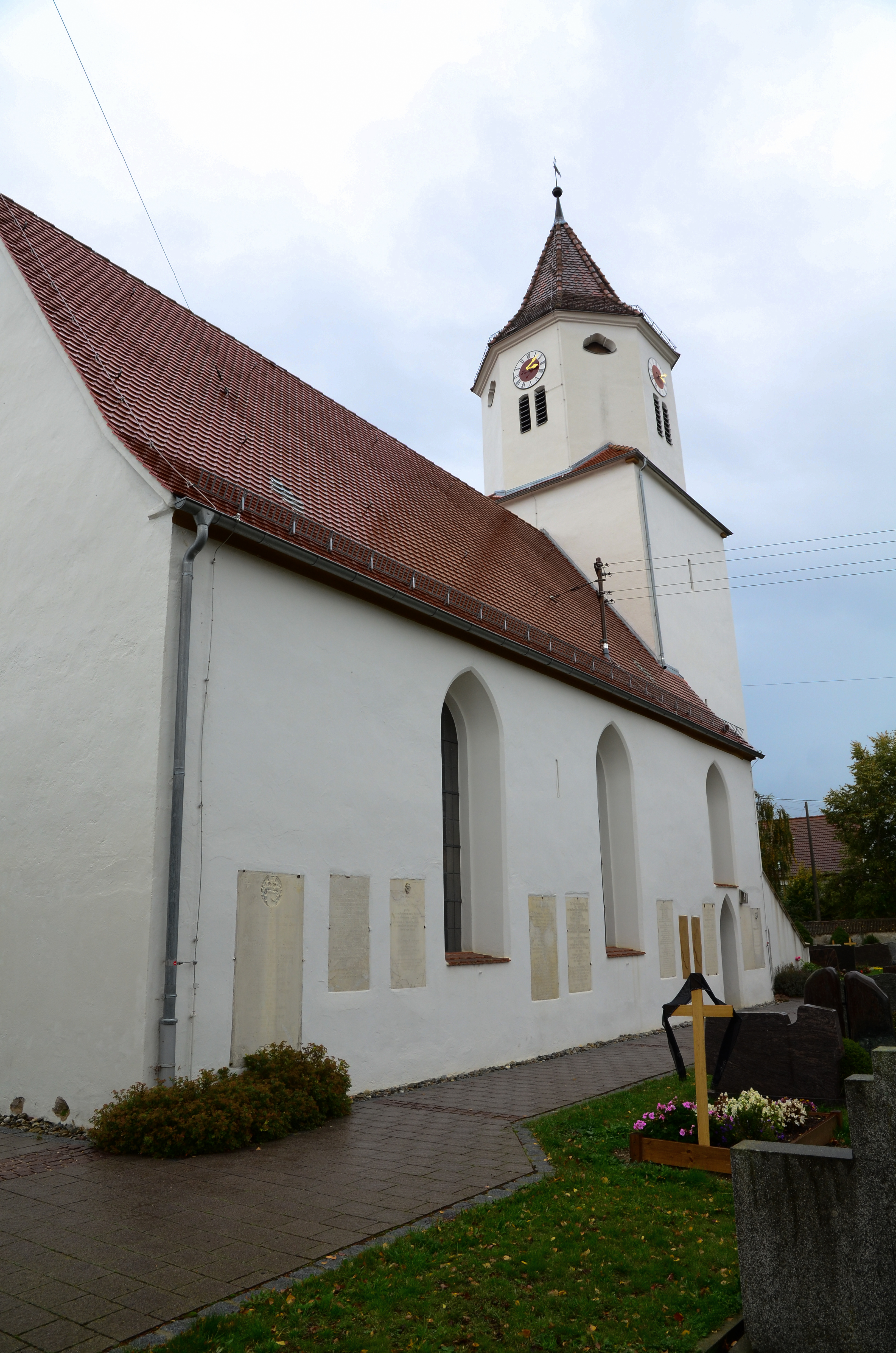
Kirche St. Oswald

Kirchlich stand Ehringen ursprünglich im Pfarrverband mit Nördlingen. Nach Einführung der Reformation wurde Ehringen 1566 eine Filiale von Benzenzimmern. 1822 wurde die bis heute bestehende evangelische Kirchengemeinde Ehringen-Wallerstein gegründet.

## Söhne des Ortes
- Melchior Meyr (1810–1871), Dichter und Philosoph